# Proneurotes baltica
Proneurotes baltica är en djurart som tillhör fylumet slemmaskar, och som beskrevs av Friedrich 1940. Proneurotes baltica ingår i släktet Proneurotes och familjen Amphiporidae. Inga underarter finns listade i Catalogue of Life.